# I Feel Love
Pour les articles homonymes, voir Love.
Singles de Donna Summer
Can't We Just Sit Down (And Talk It Over)
(1977) Shut Out
(1977)
Clip vidéo
[vidéo] « Donna Summer - I Feel Love (clip) », sur YouTube
[vidéo] « Bronski Beat - I Feel Love/Johnny Remember Me », sur YouTube
I Feel Love est une chanson disco interprétée par la chanteuse américaine Donna Summer. Le single est extrait de son album-concept I Remember Yesterday, de 1977. Cette chanson est l'un des plus importants succès internationaux de sa carrière et de la musique disco, et est un précurseur de la musique électronique des années 1980. Elle se classe numéro 1 des ventes aux États-Unis et en Europe.

## Histoire

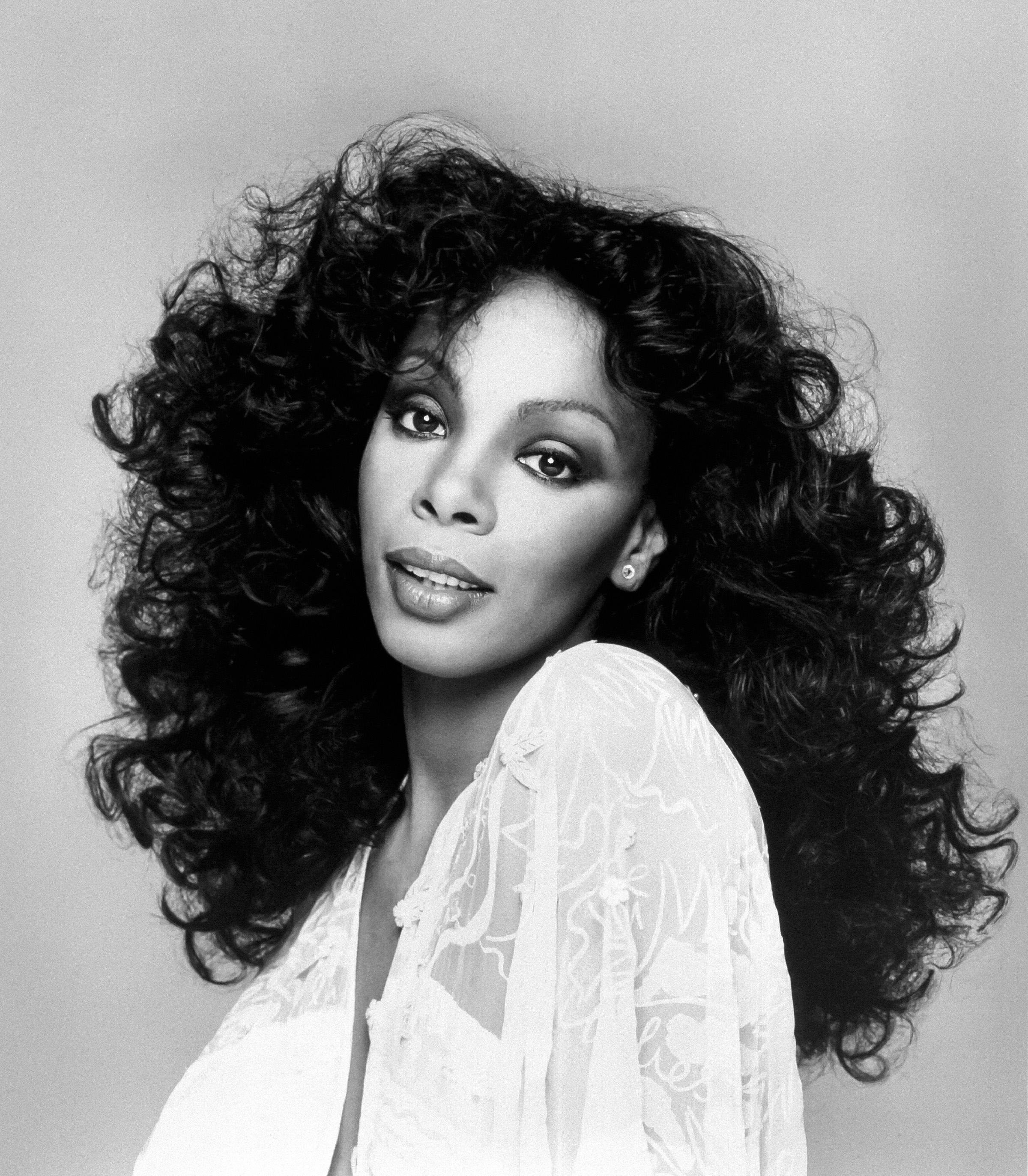
Donna Summer, en 1977.

Donna Summer co-écrit ce tube disco futuriste pour l'époque, en collaboration avec Pete Bellotte et Giorgio Moroder des Studios Musicland de Munich, avec boîte à rythmes, séquenceurs et synthétiseurs Moog des années 1970, sur le thème d'un « coup de foudre amoureux » inspiré de leur précèdent succès Love to Love You Baby de 1975 « Ooh, c'est si bon, c'est si bon..., Ooh, le ciel le sait, le ciel le sait..., Ooh, je ressens de l'amour, je ressens de l'amour..., Ooh (ooh, ooh), je t'aurai, je t'aurai..., je ressens l'amour... ».
Au départ considérée comme un tube disco, la chanson aura une influence colossale,,. Elle a influencé des artistes importants comme David Bowie, Brian Eno, the Human League ou Blondie et elle est considérée comme un précurseur de tout un pan de la musique électronique des années 1980, notamment la house music et la trance,,.
Le single s'est vendu à plus de 150 000 exemplaires en France, et à plus d'un million d'exemplaires aux États-Unis.

## Distinctions
- 2004 : 411e du classement des 500 plus grandes chansons de tous les temps selon Rolling Stone
- 2012 : inscrite au Registre national des enregistrements (National Recording Registry) de la Bibliothèque du Congrès des États-Unis[12].

## Classements
| Classement (1977)                          | Meilleure place |
| ------------------------------------------ | --------------- |
| Suisse (Schweizer Hitparade)               | 2               |
| Allemagne (Media Control AG)               | 3               |
| Autriche (Ö3 Austria Top 40)               | 1               |
| Pays-Bas (Single Top 100)                  | 1               |
| Australie (Kent Music Report)              | 1               |
| Belgique (Flandre Ultratop 50 Singles)     | 1               |
| Canada RPM Top Singles                     | 4               |
| Europe (Eurochart Hot 100 Singles)         | 1               |
| France (IFOP)                              | 12              |
| Irlande (Irish Singles Chart)              | 9               |
| Italie (FIMI)                              | 1               |
| Suède (Sverigetopplistan)                  | 5               |
| Afrique du Sud (South African Chart)       | 6               |
| Norvège (VG-lista)                         | 3               |
| Nouvelle-Zélande (RMNZ)                    | 2               |
| Royaume-Uni (Official Charts Company)      | 1               |
| États-Unis (Billboard Hot 100)             | 6               |
| États-Unis (Billboard Hot Dance Club Play) | 1               |
| États-Unis (Billboard Hot R&B Singles)     | 9               |
| Portugal                                   | 3               |
| Turquie                                    | 1               |
| Mexique                                    | 8               |
| Argentine                                  | 5               |

## Reprises et adaptations
Ce tube est repris et adapté par divers interprètes, dont :
- 1980 : Blondie, maxi 45 tours
- 1984 : Bronski Beat, medley I Feel Love / Johnny Remember Me, album The Age of Consent.
- 1985 : Jimmy Somerville (des groupes Bronski Beat et The Communards) en duo avec Marc Almond.
- 2022 : Clara Luciani, sous le titre C'est l'amour de  son album Cœur.
- 2022 : Beyoncé, sous le titre Summer Renaissance.
- 2024 : Kanye West et Ty Dolla $ign, samplé pour le titre Good (Don't Die) de leur album Vultures 1, puis retiré des plateformes de streaming à cause de défaut de droits d'auteur[31].

## Au cinéma et télévision
- 2013 : American Bluff, de David O. Russell.
- 2017 : Riverdale (série télévisée), 1 épisode de la 1re saison par les actrices Ashleigh Murray, Asha Bromfield, Hayley Law et Camila Mendes[32].
- 2019 : Nous finirons ensemble, de Guillaume Canet.
- 2023 : Le Continental : D'après l'Univers de John Wick, mini-série télévisée de Greg Coolidge, 1er épisode.